# Dogo de Cerdeña
El Pastore Fonnese es una raza de origen antiguo de perro guardián de ganado en Cerdeña, Italia. Debe su nombre a la localidad de Fonni.
Ya utilizado en 1912 por la Armada italiana durante varias campañas en Libia, a día de hoy no está reconocido por el Ente Nazionale della Cinofilia Italiana, pero es de sobra conocido a nivel local.
Se trata de un guardián excelente tanto de granjas como de ganado. Posee un manto duro que puede ser gris, negro, abigarrado, marrón o blanco. La altura a la cruz es de 55 a 60 cm para macho y un par de centímetros menor en las hembras. Una de las características más llamativas es la fiera expresión de sus ojos.